# Theriiformes
Theriiformes — підклас ссавців, що включає всіх живородних звірів. Підклас включає сумчастих та плацентарних тварин та ряд вимерлих ссавців, що не належать до цих двох груп. Згідно з даними молекуляроного аналізу теріїформи відділились від однопрохідних у тріасі, близько 217-234 млн років тому.

## Класифікація
Згідно із сучасною класифікацією підклас поділяється на три інфракласи:
- Алотерії (Allotheria) — (Marsh, 1880)
- Триконодонти (Triconodonta) — (Osborn, 1888)
- Голотерії (Holotheria) — (Wible et al., 1995)